# بوبراد
بوراد مدينة في شمال سلوفاكيا وتتبع أقليم بريشوف.
أحد أهم مدن الشمال السلوفاكي كونها تقع على عتبات جبال التترا الكبرى التي تعتبر بدورها من أكثر المناطق جّذباً للسياح خصوصاً محبي التزلج على الجليد. يوجد في المدينة مطار دولي بالإضافة إلى القطارات التي تربط المدينة بباقي المدن الرئيسية.

## المناخ
يظهر الجدول التالي التغييرات المناخية على مدار السنة لبوبراد:
| البيانات المناخية لـبوبراد             | البيانات المناخية لـبوبراد | البيانات المناخية لـبوبراد | البيانات المناخية لـبوبراد | البيانات المناخية لـبوبراد | البيانات المناخية لـبوبراد | البيانات المناخية لـبوبراد | البيانات المناخية لـبوبراد | البيانات المناخية لـبوبراد | البيانات المناخية لـبوبراد | البيانات المناخية لـبوبراد | البيانات المناخية لـبوبراد | البيانات المناخية لـبوبراد | البيانات المناخية لـبوبراد |
| الشهر                                  | يناير                      | فبراير                     | مارس                       | أبريل                      | مايو                       | يونيو                      | يوليو                      | أغسطس                      | سبتمبر                     | أكتوبر                     | نوفمبر                     | ديسمبر                     | المعدل السنوي              |
| -------------------------------------- | -------------------------- | -------------------------- | -------------------------- | -------------------------- | -------------------------- | -------------------------- | -------------------------- | -------------------------- | -------------------------- | -------------------------- | -------------------------- | -------------------------- | -------------------------- |
| الدرجة القصوى °م (°ف)                  | 11.3 (52.3)                | 17.4 (63.3)                | 22.3 (72.1)                | 26.7 (80.1)                | 31.2 (88.2)                | 31.0 (87.8)                | 32.0 (89.6)                | 31.4 (88.5)                | 29.8 (85.6)                | 25.1 (77.2)                | 18.4 (65.1)                | 16.3 (61.3)                | 32.0 (89.6)                |
| متوسط درجة الحرارة الكبرى °م (°ف)      | −0.8 (30.6)                | 1.2 (34.2)                 | 6.0 (42.8)                 | 11.6 (52.9)                | 17.2 (63.0)                | 20.1 (68.2)                | 22.1 (71.8)                | 21.2 (70.2)                | 17.7 (63.9)                | 12.3 (54.1)                | 5.0 (41.0)                 | 0.6 (33.1)                 | 11.2 (52.2)                |
| المتوسط اليومي °م (°ف)                 | −5.0 (23.0)                | −3.2 (26.2)                | 1.1 (34.0)                 | 6.3 (43.3)                 | 11.3 (52.3)                | 14.2 (57.6)                | 16.1 (61.0)                | 15.3 (59.5)                | 11.9 (53.4)                | 6.9 (44.4)                 | 1.1 (34.0)                 | −3.2 (26.2)                | 6.1 (42.9)                 |
| متوسط درجة الحرارة الصغرى °م (°ف)      | −9.2 (15.4)                | −7.5 (18.5)                | −3.8 (25.2)                | 0.9 (33.6)                 | 5.4 (41.7)                 | 8.3 (46.9)                 | 10.0 (50.0)                | 9.4 (48.9)                 | 6.1 (43.0)                 | 1.5 (34.7)                 | −2.8 (27.0)                | −7.0 (19.4)                | 0.9 (33.7)                 |
| أدنى درجة حرارة °م (°ف)                | −29.1 (−20.4)              | −27.7 (−17.9)              | −25 (−13)                  | −8.9 (16.0)                | −5.0 (23.0)                | −2.0 (28.4)                | 1.8 (35.2)                 | 0.1 (32.2)                 | −6.5 (20.3)                | −10.2 (13.6)               | −19.5 (−3.1)               | −27.6 (−17.7)              | −29.1 (−20.4)              |
| الهطول مم (إنش)                        | 23 (0.9)                   | 22 (0.9)                   | 27 (1.1)                   | 48 (1.9)                   | 74 (2.9)                   | 86 (3.4)                   | 73 (2.9)                   | 65 (2.6)                   | 52 (2.0)                   | 43 (1.7)                   | 36 (1.4)                   | 27 (1.1)                   | 576 (22.8)                 |
| المصدر: World Weather, NOAA (extremes) |                            |                            |                            |                            |                            |                            |                            |                            |                            |                            |                            |                            |                            |

## توأمة
لبوبراد اتفاقيات توأمة مع كل من:
- Szarvas [الإنجليزية]‏
- أوستي ناد أورليتسي
- زكوبن
- أوميش

## أعلام
- ليزلي كيش
- ميروسلاف لاجاك
- دانيلا هانتشوفا
- أندريا كوكلوفا
- آندريه كيسكا

## وصلات خارجية
- الموقع الرسمي للنقل والمواصلات العامة